# Nick Ragus
Nick Ragus (født 19. januar 1987) er en dansk fodboldspiller der spiller for Boldklubben Marienlyst.
Han spillede for Brabrand IF fra 30. juni 2009 på en fri transfer fra Viborg FF indtil sommeren 2011.
I Viborg FF blev det kun til ét sæson, efter han skiftede til klubben den 1. juli 2008 fra naboklubben FC Midtjylland.
I november 2016 blev det offentliggjort, at Ragus skiftede til Boldklubben Marienlyst.

## International karriere
Ragus har optrådt 2 gange som indskifter for det danske U-18 landshold i 2004.